# 中州科技大学
中州科技大学（ちゅうしゅうかぎだいがく、Chung Chou University of Science and Technology）は、台湾彰化県に位置する私立大学である。

## 歴史
| 年     | 月日     | 事項                                                                                |
| ------ | -------- | ----------------------------------------------------------------------------------- |
| 1965年 | 秋       | 可景俊により設立準備が始まる                                                        |
| 1968年 | 12月10日 | 「中州技術専科学校」として開校 土木、化学工学科を設置                               |
| 1970年 | -        | 機械工学科、電子工学科を新設                                                        |
| 1988年 | -        | 二専夜間部機械工学科を新設                                                          |
| 1989年 | -        | 二専夜間部電子工学科を新設                                                          |
| 1990年 | -        | 二専日間部電機工学科を新設                                                          |
| 1991年 | -        | 「中州工商専科学校」と改称 二専日間部国際貿易科を新設                               |
| 1992年 | -        | 二専夜間部電機工学科、五専電気機械工学科を新設                                      |
| 1994年 | -        | 二専日間部企業管理学科、情報管理学科を新設                                          |
| 1995年 | -        | 二専夜間部国際貿易科、五専部応用外国語学科を新設                                    |
| 1996年 | -        | 進修専校国際貿易学科、二専夜間部情報管理学科及び企業管理学科を新設                  |
| 1997年 | -        | 進修専校電気機械工学科、電子工学科を新設                                            |
| 1998年 | -        | 進修専校企業情報管理学科、二専夜間部応用外国語学科を新設                            |
| 2000年 | -        | 「中州技術学院」と改称 進修部二技機械工学科、電子工学科、電気機械工学科を新設       |
| 2001年 | -        | 四技機械工学科、電子工学科、電気機械工学科を新設                                    |
| 2002年 | -        | 四技バイオテクノロジー学科、景観デザイン学科、情報コミュニケーション学科を新設      |
| 2003年 | -        | 工学技術研究所を設置 四技情報管理学科、自動化制禦学科、情報工学科を新設             |
| 2004年 | -        | 四技幼児保育学科、保健営養学科を新設 機械工学科を機械コンピューター制御工学科に改称 |

## 組織
| - 工学部 - 電機工学科 - 電子工学科 - 機械コンピュータ制御学科 - 情報工学科 - 自動化制禦工学科 - 工学技術研究所 - 商学部 - 販売流通管理学科 - 情報管理学科 - 企業管理学科 - 応用外国語学科 - 幼児保育学科 | - 環境デザイン学部 - 情報コミュニケーション学科 - バイオテクノロジー学科 - 景観デザイン学科 - 保健営養学科 - 教養教育センター |